# Parmena balearica
Parmena balearica (лат.) — вид жуков-ламиин из семейства усачей (Cerambycidae).

## Распространение
Распространён на принадлежащих Испании Балеарских островах (в западной части Средиземного моря).

## Описание
Жук длиной от 5 до 8 мм. Время лёта с февраля по август.

## Развитие
Жизненный цикл вида длится один год.